# 傑伊馬尼夫卡 (斯里布涅區)
50°38′43″N 32°51′59″E / 50.64528°N 32.86639°E
代伊馬尼夫卡（烏克蘭語：Дейманівка），是烏克蘭北部的村莊，隸屬切爾尼希夫州的普里盧基區。該村處於雷索希爾河畔，始建於1550年，面積18.31平方公里，海拔高度130米，2001年人口219。